# مملكة مينساينج

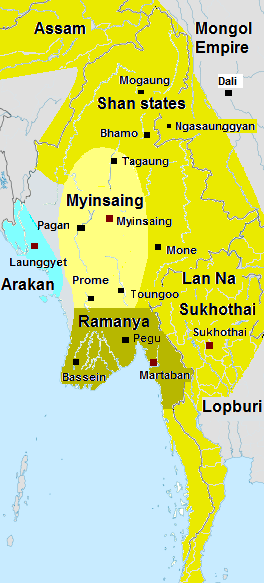
مملكة مينساينج عام 1310.

مملكة مينساينج (بالإنجليزية: Myinsaing Kingdom) (البورمية: မြင်စိုင်းခေတ်) هي ممكلة حكمت بورما (ميانمار) من عام 1297 حتى عام 1313. تأسست المملكة من قِبَل ثلاثة أشقاء من مينساينج، وكانت واحدة من العديد من الممالك الصغيرة التي ظهرت في أعقاب انهيار إمبراطورية باغان في عام 1287. نجحت ممكلة مينسانج في وقف غزو المونغول الثاني بين عامي 1300 - 1301 ثم انتقلت إلى توحيد وسط بورما من تاغاونج في الشمال إلى بروم (باي) في الجنوب. انتهى الحكم المشترك بين الأخوة بين عامي 1310 و1313، مع وفاة الأخوين الأكبر سنًا. في عام 1315، انقسمت الدولة البورمية الوسطى إلى ولايتين متنافستين هما بينيا وساجينغ. لم يتم إعادة توحيد بورما الوسطى حتى ظهور مملكة آفا بعد خمسة عقود من ذلك.

## التاريخ

### الغزو المنغولي الأول (1277 - 1278)
يمكن تتبع أصول فترة مينساينج إلى فترة ممكلة باغان المتأخرة. بحلول عام 1270، كانت إمبراطورية باغان، التي حكمت نهر إيراوادي والمنطقة المحيطة لأكثر من قرنين، تلتقط أنفاسها الأخيرة. كان تقريبًا ثلثي الأراضي الصالحة للزراعة في بورما العليا قد تم التبرع بها لتسديد الديون، وفقد التاج الموارد اللازمة للاحتفاظ بولاء رجال المحكمة والجنود العساكر. جاءت بداية نهاية إمبراطورية باغان في عام 1277 عندما غزت إمبراطورية المغول لأول مرة أراضي شمال باغان (التي تُعرف في الوقت الحاضر: محافظتي ديهونج وبواشان، التابعتين لمقاطعة يونان). شرع المغول في غزو شمال بورما بين عامي 1283 - 1285، واحتلوا المناطق حتى تاغاونج. فرّ الملك ناراثيهابي إلى بورما السفلى. في العامين التاليين، حين بدء الملك بالتفاوض مع المغول على وقف إطلاق النار، اضطر للاستسلام، وبذلك انتقل الدفاع عن وسط بورما إلى الجيش بقيادة ثلاثة أشقاء هم: أثينخايا ويازاثينغيان وثايهاثو من مينساينج.

### صراع ما بعد الحرب (1287 - 1297)
في 1 يوليو عام 1287، اغتيل ناراثيهابي حديث العهد على يد أحد أبنائه. انفصلت جميع مناطق البلاد، التي لم تنهض للثورة، عن بعضها. غزا المغول وسط بورما لإعادة دولتهم الفاسدة لكن تم دفعهم مرة أخرى من قِبَل جيش الإخوة الثلاثة الصغير لكن المنضبط. مع بقاء عرش باغان بدون ملك، عُدّ الإخوة الثلاثة القادة الفعليين لوسط بورما. في مايو عام 1289، ظهر أحد أبناء ناراثيهابي، اسمه كياوسوا، مطالبًا بالحكم. لكن كياوسوا، النائب السابق لمنطقة دالا (يانغون الحديثة)، لم يكن يملك أي قاعدة للسلطة في شمال البلاد، ولم يكن يسيطر إلا على مناطق قليلة خارج باغان.
حاول كياوسوا استغلال الوضع الراهن لمصلحته. ولكسب ولائهم، عيّن الملك الأخوة الثلاثة من مينساينج، ميكايا وبينلي كنائبي الملك. تركت هذه الحركة انطباعًا لا بأس به. بحسب نص مؤرخ في 16 فبراير  من عام 1293، فقد زعم الإخوة أنهم هم الذين هزموا الغزاة المغول، وأنهم مساوون لملك باغان. ورغم ذلك فقد اتفقوا على التوجه إلى بورما السفلى عندما أصبح الملك واريرو ملك على مارتابان (موتاما) التابعة لمملكة سوكوناي. هاجم جيش الخوة مارتابان بين عامي 1295-1296 (أو بين عامي 1293 - 1294) لكن تم دفعهم إلى الوراء. وفي النهاية، ذلك لم يترك أي مجالًا للشك في من يملك السلطة الحقيقية على وسط بورما.

### الاحتلال
زاد الأخوة من توطيد السلطة في السنوات التي تلت ذلك. كان الأخ الأصغر، تيهاثو، الأكثر طموحًا والأكثر وقاحةً. إذ أنه لم يكتف بلقب نائب الملك، بل طالب بتولي مناصب ملكية أخرى مثل: لقب هسينبيوشين (ملك الفيل الأزرق) عام 1295، ولقب مينجي (الملك العظيم) عام 1296. بعد التحذير، قرر كياوسوا أخيرًا أن يطلب الحماية من المغول. في يناير عام 1297، أرسل ابنه الأكبر ثينغباتي إلى تاغاونج، مقدمًا ولائه وخضوعه. في 20 مارس عام 1297، اعترف الإمبراطور تيمور خان بكياوسوا ملكًا على بورما ومنح ألقابًا للأخوين كنواب الملك. وقد استاء الأخوين من الترتيب الجديد، فقررا في نهاية المطاف المخاطرة بتدخل المغول. بمساعدة الملكة الأرملة بوا ساو، أطاحوا بكياوسوا في 17 ديسمبر من عام 1297.